# Camada limite de Stokes

Camada limite de Stokes em um fluido viscoso devido à oscilação harmônica de um placa rígida plana. A velocidade (linha azul) e o percurso das partículas (pontos vermelhos) como uma função da distãncia da parede.

Em dinâmica de fluidos, a camada limite de Stokes, ou camada limite oscilatória, refere-se a camada limite próxima a uma parede sólida em fluxo oscilatório de um fluido viscoso.